# Presidial
En presidial är en person som ingår i en organisations eller sammanträdesförsamlings presidium, det vill säga ordförande och vice ordförande, ibland i utvidgad mening även sekreterare och verkställande ledamot/verksamhetschef. Ordet är en adjektivbildning, praesidialis, av latinets praeses, som betyder '(provins)ståthållare', 'föreståndare'.